# كيكانشا سينسي
كيكانشا سينسي (باليابانية: 機関車先生، بالروماجي: kikansha sensei) هو فيلم أنمي ياباني مقتبس من رواية تحمل نفس الأسم، من تأليف شيزوكا إيجوين، الفيلم من إنتاج استوديو موشي برودكشن عرض في 29 مارس عام 1997، وبلغت مدتة 100 دقيقة.

## القصة
تدور أحداث القصة عن معلم اسمه يوشيوكا ماكوتواري الذي يذهب للعمل في جزيرة ويحاول التفاعل أطفال تلك الجزيرة.

## الأداء الصوتي
| الشخصية               | الأداء الصوتي     |
| --------------------- | ----------------- |
| يوكو أوكانو           | يومي أداتشي       |
| شوهي نيشيموتو         | تشيناتسو ساكاموتو |
| شويتشيرو ساكو         | ماسامي شيموغو     |
| سيجو يوشيوكا (المعلم) | شيزوكا إيجوين     |
| آبي                   | كين سوغاي         |
| يوشي                  | شيغيرو موروي      |
| ساكيكو نيشيموتو       | ماساكو إيزوبي     |
| جوتارو ميماساكا       | ريكيا ياسوكا      |
| ميكو ساكو             | كيكوكو إينوي      |
| ميتسورو ميماساكا      | آي أوريكاسا       |